# Ivan Pintarič (zdravnik)
Ivan Pintarič, slovenski zdravnik ortoped in travmatolog, * 31. oktober 1910, Bogojina, † 18. november 1988, Ljubljana.
Pintarič je leta 1934 diplomiral na Medicinski fakulteti v Gradcu, specializacijo iz ortopedije pa končal 1953 na Medicinski fakulteti v Ljubljani. Bil je zdravnik v Splošni bolnici v Mariboru in Celju. Leta 1942 se je pridružil NOB, kjer je deloval kot  partizanski zdravnik; med druim je vodil premično bolnišnico 7. korpusa in bil član sanitetnega oddelka Glavnega štaba  NOV in POS ter do julija 1945 načelnik sanitetnega oddelka komande mesta Trst. Po 1945 je opravljal odgovorne naloge v zdravstveni službi v Sloveniji in Jugoslaviji. Od leta 1957 do 1963 je kot prvi vodja Zavoda LRS za rehabilitacijo invalidov v Ljubljani organiziral medicinsko rehabilitacijo.